# 폐허

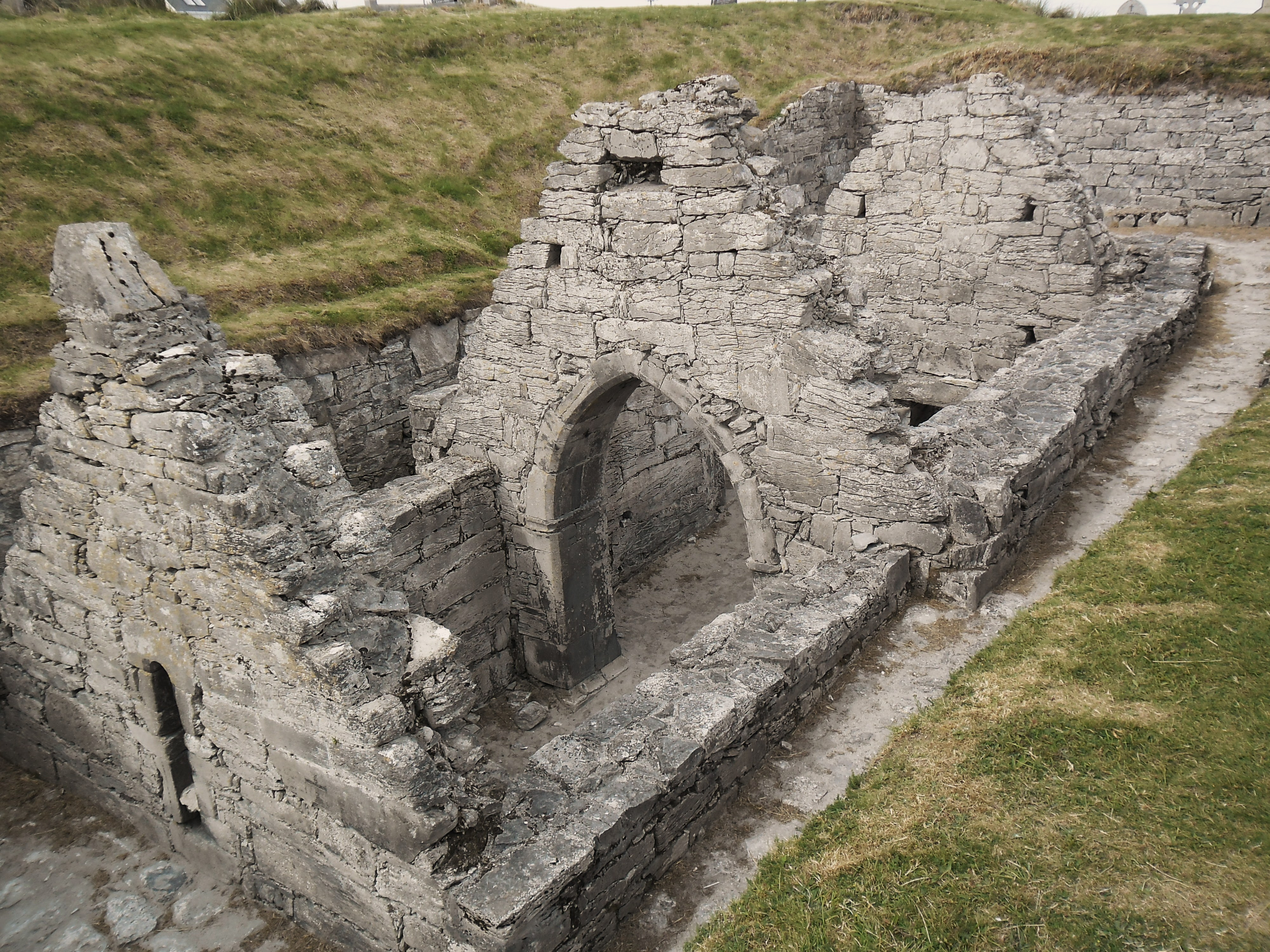
아일랜드 이니쉬어의 폐허.

폐허(廢墟, 문화어: 페허, Ruins)란 인간이 만들어낸 건축물 등 한때는 온전했던 구조물이 유지관리의 부족이나 고의적인 파괴공작, 자연재해, 전쟁, 인구 감소 등으로 인해 일부분만 남아 있거나 아예 소실된 흔적을 말한다. 이러한 원인이 아니더라도, 모든 구조물은 장기간에 걸쳐 조금씩 풍화되고 무너져 간다.
은허, 인더스 계곡, 유대 일대, 그레이트 짐바브웨, 지중해 해안의 고대 그리스, 고대 이집트, 고대 로마 유적들, 아메리카 대륙의 잉카 제국과 마야 문명의 유적들 등 역사적 가치가 다분한 폐허가 다수 존재한다. 폐허는 한때 요새, 숭배소, 거주지, 또는 마을 전체, 읍성이나 도시 등 인간의 활동 영역이었기에 역사학자나 고고학자, 인류학자들의 연구의 대상이 되고 있다. 폐허가 인류에게 지닌 가치를 인식하고, 그 보존을 위해 최근 많은 폐허들이 유네스코 세계유산으로 지정되고 있다.

## 같이 보기
- 유령 도시
- 낭만주의
- 난파선